# El domini dels sentits
El domini dels sentits és una pel·lícula col·lectiva feminista estrenada el 1996. Les realitzadores que hi participen són Judith Colell, Isabel Gardela, Núria Olivé-Bellés, Teresa Pelegrí i Maria Ripoll. L'obra tracta l'erotisme i la sexualitat de les dones des d'una mirada feminista.
La pel·lícula s'organitza en cinc peces, una realitzada per cada directora i titulada amb el nom de cadascun dels cinc sentits: La vista, L'olfacte, El tacte, El gust i L'oïda. L'erotisme es construeix en cadascuna de les peces precisament a partir dels sentits. La vista s'explica amb una narració sobre la sexualitat voyeur, escopofílica. L'olfacte explica la narració de la recerca de l'olor perfecta per a l'excitació. El tacte conta la història, a través del contacte físic, entre una estudiant de dansa i una escultora cega. El gust ens mostra una noia que llepa tot allò que vol conèixer. I l'oïda construeix una peça en què la protagonista descobreix noves sensacions a partir d'aquest sentit.
En un text escrit amb motiu de la projecció de El domini dels sentits a la 21a Mostra Internacional de Films de Dones de Barcelona, la realitzadora i crítica cinematogràfica Anna Petrus destaca la condició primerenca de l'obra en la tradició cinematogràfica catalana pel que fa a la representació dels cossos i del desig de la dona. Aquest tret prematur, segons Petrus, fa que la pel·lícula sigui irregular però alhora mostri "l'entuasiasme per la creació i l'experimentació d'aquella nova fornada de cineastes".

## Repartiment[1]
| Segment     | Direcció           | Guió                                | Intèrpret(s)                                                      | Personatge(s)                         |
| ----------- | ------------------ | ----------------------------------- | ----------------------------------------------------------------- | ------------------------------------- |
| "La vista"  | Judith Colell      | Judith Colell Jordi Cadena          | Sílvia Munt Gustavo Salmerón Helena Lara Joan Crosas              | Ester Àlex nòvia d'Àlex policia       |
| "L'olfacte" | Isabel Gardela     | Isabel Gardela                      | Olalla Moreno Iván Fernández Alicia González Laá Alicia Rico      | Iris Toni amiga                       |
| "El tacte"  | Núria Olivé-Bellés | Núria Olivé-Bellés                  | Tatijana Shoan Victoria Lepori                                    | Jane Marta                            |
| "El gust"   | Teresa Pelegrí     | Teresa Pelegrí Dominic Harari       | Núria Prims Jordi Collet Anna Azcona Ana María Griñón Jaume Comas | Eva Jaume tieta Anna Cèlia pare d'Eva |
| "L'oïda"    | Maria Ripoll       | Maria Ripoll Nico Baixas Rosa Serra | Montse Esteve Armand Villén Ernesto Collado                       | la veïna el veí l'amic                |